# Lijst van Vlaamse sportjournalisten
Deze lijst bevat een overzicht van Vlaamse sportjournalisten.

## A
- Dirk Abrams
- Michiel Ameloot

## B
- Hervé La Barthe
- Carl Berteele
- Maarten Breckx
- Dominique Berquin

## C
- Pieter-Jan Calcoen
- Merijn Casteleyn
- François Colin
- Alain Coninx
- Tom Coninx
- Patrick Cornillie

## D
- Fred De Bruyne
- Jonas Decleer
- Peter Decroubele
- Dirk Deferme
- Louis De Pelsmaeker
- Rik De Saedeleer
- Soetkin Desloovere
- Matthias De Vlieger
- Jan De Wijngaert
- Eddy Demarez

## G
- Dirk Gerlo
- Eddie Groenwals

## H
- Wim Heidbüchel
- Carl Huybrechts

## J
- Herman Jacquemijns
- Pol Jacquemyns
- Robert Janssens
- Robin Janssens
- Filip Joos

## K
- Stephan Keygnaert

## L
- Niko Lainé
- Bram Lambert
- Stefaan Lammens
- Rudy Lanssens

## M
- Philippe Maertens
- Kris Meertens
- Peter Morren
- Daniël Mortier
- Roger Moens
- Maarten Vangramberen

## N
- Aster Nzeyimana
- Sammy Neyrinck

## O
- Michaël Oosterlinck

## P
- Walter Pauli
- Gui Polspoel

## R
- Bart Raes
- Frank Raes

## S
- Bart Schols
- Renaat Schotte
- Ivan Sonck
- Marc Stassijns

## T
- Jelle Tack
- Piet Theys

## U
- Mark Uytterhoeven

## V
- Christophe Vandegoor
- Peter Vandenbempt
- Ludo Vandewalle
- Lies Vandenberghe
- Hans Vandeweghe
- Jonas Van De Veire
- Luc Van Doorslaer
- Catherine Van Eylen
- Lieven Van Gils
- Maarten Vangramberen
- Ruben Van Gucht
- Mark Vanlombeek
- Stefan Van Loock
- Karl Vannieuwkerke
- Karel Van Wijnendaele
- Niels Vleminckx

## W
- Jan Wauters
- Tim Wielandt
- Stef Wijnants
- Jos Willems
- Marc Willems
- Carlo Wilmots
- Michel Wuyts